# Mjongszong koreai császárné
Mjongszong (Myeongseong) császárné (hangul: 명성황후, handzsa (hanja): 明成皇后), másik nevén: Min királyné (Jodzsu (Yeoju), 1851. november 17. – Szöul (Seoul), 1895. október 8.), hangul: 민비, handzsa: 閔妃, mindkettő átírása: Minbi, azaz „Min hercegnő”, Korea utolsó királynéja (1866–1895), régense (1873–1894) és (1895–1895), valamint első posztumusz császárnéja (1897. október 14.). Csoszon (Joseon) I (Yi)-dinasztiájának tagja.

## Élete
Min Cshirok (민치록, Min Chi-rok) herceg és I (Yi) úrnő egyetlen lánya. 1866. március 21-én feleségül ment Kodzsong (Gojong) koreai királyhoz, akit nem érdekelték az államügyek, így Min királyné irányította az államügyeket apósa, I Haun (Yi Ha-eun) lelépése után, és valójában ő volt egy személyben Korea nagy hatalmú és rettegett királya és királynéja. Kodzsong (Gojong) trónra lépésekor Korea még kínai fennhatóság alatt állott, melyet sem Japán, sem Oroszország nem nézett jó szemmel, ezért mindkettő a saját befolyását szerette volna kiterjeszteni a királyságra. 1894-ben Kína és Japán között háborúra került sor, melyben Kína veszített 1895-ben. Tajvant megkaparintotta Japán, Korea pedig elszakadt Kínától. A királyné az egyre erősödő japán befolyást az oroszokkal igyekezett ellensúlyozni, és az oroszok felé húzott. A japánok szemében szálka volt a királyné és annak nagy hatalma és az akaratgyenge férjére tett erős befolyása, ezért bérgyilkosokkal meggyilkoltatták a királynét éjszaka, álmában törve rá 1895. október 8-án, férje és fia, a leendő Szundzsong (Sunjong) koreai császár pedig az orosz követségre menekült ekkor, és majdnem egy évig ott is tartózkodtak.

## A királyné meggyilkolása
A Vasárnapi Ujság így számol be a királyné végzetéről pontosan két hónappal az események után az 1895. december 8-ai számában (a következő szöveg korabeli helyesírással íródott, így némileg eltér a mai változattól):
|  | „Ez előtt pár héttel az a hír érkezett az európai hírlapokhoz, hogy Korea szép és eszes királynéját kegyetlenül meggyilkolták. A szörnyű hir alaposnak bizonyult, s ma már azt is határozottan tudni vélik, hogy a középkori iszonyatosságú vérengzésnek a királynét régóta gyűlölő japánok voltak a tettesei, támogatva a király atyja, Li Hszia Jin által. A királyné a Kínában is főnemes Min családból származott s így rokonságban volt a kínai császári családdal is. Kiválóan gondos nevelésben részesült, de természettől is nagy eszességgel és akaraterővel volt fölruházva. Ehhez járult ritka szépsége, melyről egy angol diplomata neje, kinek gyakran volt alkalma a királyné előtt megjelenni, úgy nyilatkozik, hogy most, 45 éves korában is bámulatra méltó volt. Férje, Li Hszi, mikor elvette, még csak herczeg volt. Nem sokára azonban koronára vágyó neje ösztönzésére megfosztotta atyját a királyságtól s ő maga ült trónra. Ez 1872-ben történt. A letett király azóta engesztelhetetlenűl gyűlölte úgy a fiát, mint különösen a menyét, ki ugyan koreai szokás szerint soha sem mozdult ki sokszoros falakkal és őrökkel elzárt palotájából, mindazáltal irányzólag hatott a politikában is nála tehetségtelenebb férjére, rá birván ezt, hogy ne az ország merev elzárkózottságát követelő s minden újítást ellenző pártra, hanem az idegenek iránt barátságos és a józan haladásra kész elemekre támaszkodjék, egyszersmind folyvást arra intette, hogy óvakodjék Japántól, mely csak alkalomra leső, hogy Koreát hatalma alá hajtsa. E törekvésével a királyné két nagy ellenséget lázított maga ellen. Egyik volt a minden haladást vakbuzgóan ellenző párt, melynek élén apósa állott, a ki igen eszes, vasakaratú ember, telve a sárga faj érzéketlenségével; de egyáltalában nem ismeri Európát s a jelenkor kérlelhetetlen követelményeit, hanem vakon, durván ragaszkodik a hagyományokhoz. Ő rendezte azt a szerencsétlen fölkelést is, mely 1894 júliusában a japán–kínai háború kitörésének oka lett. Li Hszia Jin szabadítója akart lenni hazájának, és szolgaságra juttatta azt. A menye ellen már egyszer rendezett egy gyilkos merényletet, de a megtámadott királyné akkor csak a nyakán kapott egy nagy sebet, melyből azonban kiépült. Másik ellensége volt a királynénak Japán, mely előbb mindenféle gyalázó közleményeket íratott róla a yokohamai angol lapban, most pedig egyenesen az összeesküvés fegyveréhez nyúlt az üldözött királyné ellen, soshi nevű koreai helyőrsége útján kezet fogott az öreg királylyal s egy alkalmas napon, mikor épen egy hűtlen csapat került őrségre a királynő palotája előtt, közös erővel végrehajtották a kegyetlen támadást; irgalmatlanul összekonczolták a királynét három palota-hölgyével és házi miniszterével együtt s aztán a darabokra vagdalt holttesteket porrá égették és a hamvakat szétszórták. Egyszersmind az öreg király megfosztotta fiát a tróntól és magát diktátorrá kiálttatta ki. Szöúlt, a fővárost, roppant izgalomba ejtette a véres tett, megtorlásra azonban gondolni sem mert senki. Eddig csak annyit tartanak bizonyosnak, hogy az ifjabb király vissza fogja kapni hatalmát, de olyan királynét kell választania, a ki a kormányzás ügyeibe soha be ne avatkozzék. A szerencsétlen végetért királyné minden kiválósága mellett is keleti véralkatú volt. Belenyugodott ugyan abba a honi szokásba, hogy ő mellette egész sereg nő volt az udvarnál; de első női és királynéi jogait annyira megkövetelte és fenntartotta, hogy jaj volt a szeráj azon hölgyének, a ki tetszeni merészelt a királynak. Nem egy eset volt rá, hogy a legkínosabb halállal végeztetett ki a palota valamely sötét udvarán egy-egy olyan udvari nőt, a ki vetélytársa tudott lenni. Különös nevezetességre jutott egy Sán (Cshang (Chang)) nevű szeráj-hölgy, a ki egy fiúval ajándékozta meg királyi urát. Ezt csak a japán kormány szerencsés beavatkozása tudta megmenteni fiával együtt a boszút lihegő s mindkettőnek halálát kivánó királyné haragja, elől. Az esetet annak idején igen kizsákmányolták a japánok, hogy a királynét, mint a féktelen kegyetlenség példaképét tüntessék föl a világ előtt. A ki azonban a koreai udvart közelebbről ismeri, az a «minta királyné»-nak kegyetlenségig menő tetteit is részint a feleség féltékenységének, részint pedig egyenesen annak rója föl, hogy az uralkodónő még elrettentő példák árán is magasabb színvonalra akarta emelni udvara tisztességét és egész erkölcsi életét. Nagyot akart, épen azért kellett nagy bukással lakolnia. Jellemző, hogy mit tett a király nejének meggyilkolása után? Egy nyilt levelet intézett népéhez, melynél czifrább búcsúztatót még alig írtak egy meggyilkolt királyné halálára. «Uralkodásunk — mondja a koreai király — 32 év óta tart. Szomorúságunkra szolgál, hogy az ország jólléte a mi hatalmunk alatt nem gyarapodhatott kellőleg. Királynénk, a Min családból, rokonságából és híveiből egész tömeget gyűjtött trónunk körül. Elhomályosította belátásunkat, a népet kirabolta, rendeleteinket összezavarta. A népet zsarolta s kereskedést űzött az állásokkal. Rablóbandák támadtak az országban s a dinasztiát veszedelembe döntötték. Hogy mi meg nem büntettük, habár ismertük gonoszságát, az csak bölcsességünk fogyatékos voltának tudható be, de annak valódi oka mégis inkább az, hogy parazitáival szabad akaratunk behálózta. Hogy e bajnak útját vágjuk, múlt deczemberben elhalt őseinknek megesküdtünk, hogy a királyné és vérrokonai többé nem fognak beleszólhatni az államügyekbe. Reméltük, hogy a királyné megbánja, a mit tett. A helyett azonban továbbra is csak a maga pártjának kedvezett és saját családunkat távol tartotta tőlünk. Még a minisztereket sem engedte a trónhoz közeledni. Törekedett rendetlenséget előidézni azon ürügy alatt, hogy fegyveres csapatainkat elbocsátani szándékozunk. A mikor a zavarok megkezdődtek, minket elhagyott s a mint már egyszer 1882-ben cselekedte, nyomozásaink körén kívül helyezte magát. Ilyen magaviselet nem fér össze a királynéi méltósággal; inkább a gonoszság s a bűnösség netovábbjának mondható. Ezek után őseink eljárását követve, a királynét letettük s a köznép közé degradálták.» A «letétel» és «degradálás» felől tudni való, hogy Koreában is, mint Kínában a holtakat épen úgy érheti ilyen fenyítés, mint rangemeléssel való kitüntetés. A koreai király tehát csak szokott jogával élt, midőn egykori koronás hitvesét nyilvánosan így megalázta, vagy európai értelemben meggyalázta.” |
|  | |

## A királyné rehabilitálása

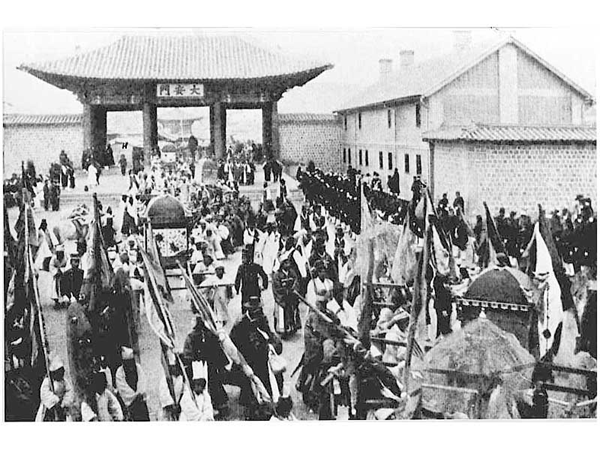
Mjongszong (Myeongseong) újratemetése 1897-ben

Min királyné özvegye végül visszanyerte trónját, és elhagyhatta az orosz nagykövetséget, majd a nagyhatalmak által elismert Korea kinyilvánította teljes függetlenségét, és Kodzsong (Gojong) koreai király országát birodalomnak (Koreai Császárság) nyilvánította 1897. október 12-én, illetve felvette a császári címet. Az egykori királynét, akit halála után megfosztottak uralkodói címeitől, két évvel és 6 nappal a meggyilkolása után újra visszahelyezték a jogaiba, és 1897. október 14-én az özvegye, Kodzsong (Gojong) császár posztumusz császárnéi címet adományozott a volt feleségének.

## Gyermekei
Férjétől, Kodzsong (Gojong) koreai királytól, 5 gyermek:
1. I (Yi) N. (fiú) (1871. november 9.–1871. november 13.)
2. I (Yi) hercegnő (–1873. november)
3. I (Yi) N. (fiú) (–1875)
4. I Cshok (Yi Chok) (1874. március 25.–1926. április 24.), 1907–1910: Szundzsong (Sunjong) néven Korea császára, 1. felesége Min koreai trónörökösné és posztumusz császárné (1872–1904), 2. felesége Jun (Yun) császárné (1894–1966), mindkét házassága gyermektelen maradt a császár feltételezett impotenciája miatt, melyet mérgezésnek tulajdonítottak
5. I The (Yi Tae) herceg (–1878)